# Кевин Филипс
Кевин Марк Филипс (енгл. Kevin Mark Phillips; 25. јул 1973) бивши је енглески фудбалер. 

## Биографија
Играо у млађим категоријама фудбалског клуба Саутемптон. У сениорској конкуренцији дебитовао је 1992. године, играјући за тим Балдок Тауна, где је провео две сезоне, играјујући у 71 првенственој утакмици. Током периода 1994-1997, бранио је боје екипе Вотфорда.
Својим добрим играма привукао је пажњу представника стручног штаба клуба из Сандерленда, у који је дошао 1997. године. Играо је за клуб из Сандерленда наредних шест сезона. Највећи део времена проведеног у Сандерленду, био је стандардни првотимац. Потом је од 2003. до 2011. играо за Саутемптон, Астон Вилу, Вест Бромич албион и Бирмингем Сити.
Придружио се клубу Блекпул 2011. Укупно је одиграо 56 утакмица у националном првенству за клуб из Блекпула.
Године 1999. дебитовао је за репрезентацију Енглеске. Одиграо је осам утакмица у дресу са државним грбом. Био је у саставу репрезентације на Европском првенству 2000. у Белгији и Холандији.

## Успеси
Сандерленд
- Прва дивизија Фудбалске лиге Енглеске: 1998/99.[2]

Вест Бромич албион
- Чемпионшип: 2007/08.[3]

Бирмингем Сити
- Лига куп Енглеске: 2010/11.[4]
- Чемпионшип друго место: 2008/09.[5]

Кристал Палас
- Фудбалска лига Чемпионшип плеј-оф: 2013.[6]

Лестер Сити
- Фудбалска лига Чемпионшип: 2013/14.[7]

Индивидуални
- Најбољи стрелац Прве дивизије Фудбалске лиге Енглеске: 1997/98.[8]
- Златна копачка: 1999–2000.[9]
- Најбољи стрелац Премијер лиге: 1999–2000.[10]
- Најбољи играч сезоне у Премијер лиги: 1999–2000.[10]
- ПФА тим године: 1999–2000, 2007/08.
- Играч године на североистоку ФВА: 2000.[11]
- Најбољи играч Енглеске фудбалске лиге: 2007/08.[12]
- 4-4-2 магазин, избор 50 најбољих играча 2008: Бр. 1[13]